# Шервашидзе, Лео Алексеевич
Лео (Леонид) Алексеевич Шервашидзе (16 [29] ноября 1910, Париж — 23 июля 2003, Тбилиси) — советский художник и археолог, заслуженный деятель искусств Грузинской ССР, доктор искусствоведения, профессор.

## Биография
Родился в 1910 году в Париже в семье князя Алексея Дмитриевича Шервашидзе (1880—1928) и Терезы Антоновны (1888—1949), дочери офицера А. Х. Лакербая. Сестра — Елена (1914—1993), младший брат — лётчик, партизан Дмитрий (1919—1944). В 1916 году семья вернулась в Россию. С детства интересовался изобразительным искусством и литературой. Изучал языки. Свободно владел русским и французским языками, знал абхазский и грузинский. Учился в Тифлисском французском лицее, позже в сухумской абхазской школе, а затем — в Сухумском индустриальном техникуме. Одновременно обучался у известных художников-искусствоведов А. Бухова и В. Контарева. Молодой Лео блестяще выполнил иллюстрации к сборнику абхазских сказок составленном В. Кукба и А.Хашба. Он был, также, художником абхазского букваря и книги по истории А. Фадеева. В 1936 году Л. Шервашидзе продолжил учёбу в Тбилисском институте железнодорожного транспорта и в то же время работал в отделе археологии и этнографии Государственного музея Грузии. В 1942—1944 гг. участвовал в Великой Отечественной войне, получив на фронте ранение. С 1945 г. Л. Шервашидзе работал в управлении ЗКВЖД. Спустя три года поступил в аспирантуру Института истории грузинского искусства, где изучал средневековое искусство, в частности миниатюрную и монументальную живопись. С 1951 года он — научный сотрудник этого же института, где, в последние годы жизни, работал ведущим научным сотрудником. 1957—1974 гг. — период работы Лео Алексеевича в Абхазском институте языка, литературы и истории им. Д.Гулиа: сначала — старшим научным сотрудником, а затем — заведующим отделом археологии и искусства. В 1965—1979 гг. он вел курс лекций по истории античной литературы в Сухумском Государственном Педагогическом Институте, а в 1979—1992 гг. — в Абхазском Государственном Университете. Одновременно преподавал в Сухумском художественном училище. Широкой и многогранной была сфера научной деятельности Лео Алексеевича: средневековая монументальная и миниатюрная живопись, древняя археология и архитектура, вопросы нового и современного искусства (живопись, графика, скульптура). Особенно ценен его вклад в изучение памятников, сохранившихся на абхазской земле. Среди них есть и такие, которые выявлены и исследованы им самим и прочно утвердились в искусствоведческой литературе. Параллельно с наземными историческими памятниками Абхазии он исследовал и подводные археологические объекты древнего Сухуми и морского дна у устья реки Келасур, составил карту расположения сооружений, оказавшихся под водой в районе Сухумской крепости. Наряду с научно-исследовательской работой он находил время и для собственного художественного творчества, с увлечением работая над европейской и грузинской геральдиками. Оригиналы его произведений хранятся в музеях Сухума, Тбилиси и среди личных коллекции. До конца жизни плодотворно трудился. Л. А. Шервашидзе — автор нескольких фундаментальных монографий и до ста научных статей, опубликованных в Сухуми, Тбилиси и Москве. По завещанию похоронен в Сухуме.

## Семья
Был женат первым браком на Анастасии Амбриашвили; вторым — на Альдоне Владимировне Габуния (род. 31.05.1928); от этого брака сын Алексей Шервашидзе (род. 01.05.1959) — театральный художник, куратор выставочного дела. У Л. А. Шервашидзе две внучки: Мери Шервашидзе (род. 22.10.1985) — врач-онколог и Нина Шервашидзе (род. 25.01.1998) — закончила ГИТИС, продюсерский.